# Sawkowskaja
Sawkowskaja (ros. Савковская) – wieś w Rosji, w rejonie charowskim obwodu wołogodzkiego. W 2010 r. liczyła 18 mieszkańców.